# Cleofant d'Alexandria
Cleofant (en grec antic: Κλεόφαντος, llatí: Cleophantus) va ser un metge de l'antiga Grècia que va viure al segle iii aC i era natural d'Alexandria.
Era germà del famós metge Erasístrat, i tots dos eren deixebles de Crisip de Cnidos. Cleofant va fundar una escola de medicina, a la qual pertanyien d'Antígenes i Mnemó. Va ser conegut entre els antics per usar el vi com a cura.